# Rita Recio Polo
Rita Recio Polo, conocida como Rita Recio (Quintanilla de Abajo, Valladolid, 6 de noviembre de 1904-Valladolid, 4 de diciembre de 1997) fue una bibliotecaria, periodista y escritora española.

## Biografía
Nació en una familia arraigada en los ambientes culturales de la ciudad vallisoletana y con tradición de profesionales en medicina e historia, tradición que transmitió a generaciones posteriores. Comenzó a cultivar la poesía entre 1920 y 1936. Se dijo de ella que tenía costumbres y decisiones poco comunes entre las mujeres de su época. Inculcaba a su familia el interés por los viajes, la cultura local, la vida al aire libre, el tenis y la bicicleta. Contrajo matrimonio en 1927 con Julián María Rubio, rector y catedrático de Historia Moderna de la Universidad de Valladolid. Enviudó muy pronto, tras lo cual ingresó en el cuerpo de bibliotecarios del Ministerio de Educación Nacional, y ejerció en la biblioteca de la Universidad de Valladolid, en el Colegio Mayor de Santa Cruz, desde 1939 hasta 1970, fecha de su jubilación voluntaria. Desarrolló toda su trayectoria como periodista y escritora principalmente en Valladolid, donde falleció, y de su popularidad dan cuenta los numerosos artículos de testimonios y recuerdos en las necrológicas en los periódicos y gacetas locales a su muerte.

## Trayectoria
Comenzó escribiendo recuerdos de sus viajes, veraneos, romerías y visitas culturales por pueblos y viajes cercanos, que publicaba primeramente en la revista del Colegio Mayor Santa Cruz. Posteriormente comenzó a colaborar en los periódicos locales y regionales.
En El Norte de Castilla comenzó a trabajar con crónicas y recuerdos de la sociedad local. Más adelante participó activamente en las tertulias sociales y actos culturales de arte y literatura. Su colaboración con El Norte de Castilla devino muy extensa, y allí publicó artículos de costumbres, opinión y descripción de viajes locales y al extranjero, durante décadas. Colaboró también con el Diario Regional, en dominicales y páginas sobre revista de cine, modas, y cocina, desde los años 50. Participó en las actividades de Radio Valladolid desde 1954, con otros autores como Ángel María de Pablos, Ignacio Mateos, Leandro Pérez, Francisco Mendizábal o Pilar García Santos.

Se la consideró pionera del periodismo femenino. Sus crónicas eran a menudo personales y describían recuerdos, tal como comentó:

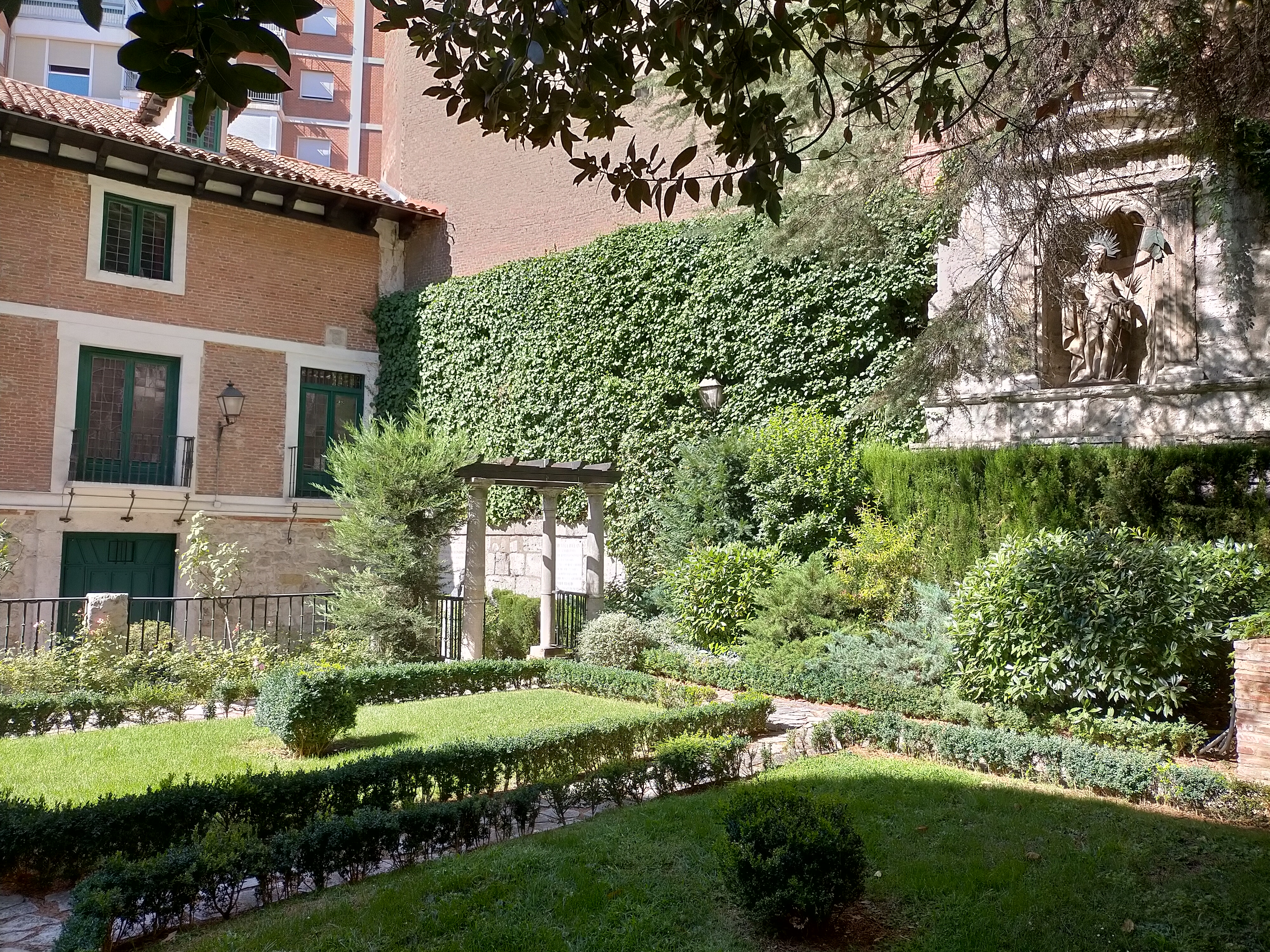
Museo Casa de Cervantes en Valladolid

Siempre me apeteció mucho expresar mis sentimientos a través de los periódicos 
Simultáneamente mantuvo su labor creadora en poesía. En su obra literaria se dedicó a la poco frecuente poesía infantil, y publicó Poemas para vosotros y, más tarde, Al aire de mis versos.

## Reconocimientos
Durante décadas (de los 50 a los 70), se leyeron periódicamente sus poemas en la vallisoletana Casa de Cervantes y posteriormente en eventos y actos en el Ateneo de Valladolid y en el Aula Magna de la Universidad de Valladolid.
La Casa de Cervantes de Valladolid le dedicó un homenaje en 1985, y el Ateneo, que la nombró socia de honor, le dedicó otro, en el que se recitaron sus versos, a raíz de su muerte en 1997.